# BC Beroe
El Basketbolen klub Beroe (en búgaro: БК Берое) es un equipo de baloncesto búlgaro que compite en la NBL, la primera división del país y en la Balkan League. Tiene su sede en la ciudad de Stara Zagora. Disputa sus partidos en el Municipal Hall, con capacidad para 800 espectadores.

## Historia
El BC Beroe fue fundado en 1958 después de la unión entre los clubes deportivos del Botev y el Lokomotiv. En 1961, el equipo masculino del Beroe se ganó el derecho a jugar en el grupo de baloncesto de élite A formado por 8 equipos de Sofía y 8 provinciales. Después de pasar por todas las categorías dle baloncesto búlgaro, en 2012 consigue el ascenso a la NBL, categoría en la que se mantiene desde entonces.
En 2017 consigue realizar su mejor temporada, proclamándose campeón de la Copa y Supercopa de Bulgaria, así como de la Liga de los Balcanes, bajo la dirección del entrenador Hector Noewok.

## Títulos
- Copa de Bulgaria
  - Campeón (1): 2017

- Supercopa de Bulgaria
  - Campeón (1): 2017

- BIBL
  - Campeón (1): 2017

- Division A (2º nivel):
  - Campeón (1): 2012
  - Finalista  (2): 2011, 2010

## Temporada a temporada
| Temporada | División | Liga       | Posición | Copa de Bulgaria | Balkan League | Balkan League | Competición Europea | Competición Europea |
| --------- | -------- | ---------- | -------- | ---------------- | ------------- | ------------- | ------------------- | ------------------- |
| 2002–03   | 2        | Pro B      | 5º       |                  |               |               |                     |                     |
| 2003–04   | 2        | A2 Este    | 1º       |                  |               |               |                     |                     |
| 2004–05   | 2        | A2 Este    | 4º       |                  |               |               |                     |                     |
| 2005–06   | 2        | A2 Este    | 2º       |                  |               |               |                     |                     |
| 2006–07   | 2        | A2 Este    | 1º       |                  |               |               |                     |                     |
| 2007–08   | 3        | D3         | 1º       |                  |               |               |                     |                     |
| 2008–09   | 2        | Division A | 8º       |                  |               |               |                     |                     |
| 2009–10   | 2        | Division A | 2º       |                  | BFB Cup       | 4th           |                     |                     |
| 2010–11   | 2        | Division A | 2º       |                  | BFB Cup       | 4º            |                     |                     |
| 2011–12   | 2        | Division A | 1º       |                  | BFB Cup       | C             |                     |                     |
| 2012–13   | 1        | NBL        | 7º       |                  |               |               |                     |                     |
| 2013–14   | 1        | NBL        | 9º       |                  |               |               |                     |                     |
| 2014–15   | 1        | NBL        | 6º       | Cuartos de final |               |               |                     |                     |
| 2015–16   | 1        | NBL        | 5º       | 3.er puesto      | Balkan League | SF            |                     |                     |
| 2016–17   | 1        | NBL        | 2º       | Campeón          | Balkan League | C             |                     |                     |
| 2017–18   | 1        | NBL        | 5º       | Cuartos de final |               |               | 4 FIBA Europe Cup   | QR2                 |
| 2018–19   | 1        | NBL        | 3º       | Finalista        |               |               |                     |                     |